# Stazione di Torre Annunziata Marittima
La stazione di Torre Annunziata Marittima è una stazione ferroviaria della città di Torre Annunziata dedicata esclusivamente al traffico merci. Rappresenta il capolinea del raccordo ferroviario di Torre Annunziata, una linea ferroviaria che la collega con la stazione di Torre Annunziata Centrale, sulla ferrovia Napoli-Salerno, tramite una diramazione dalla stessa in direzione Napoli. Risulta attualmente non più utilizzata.

## Storia
Nel 1886, esattamente il 15 aprile, fu inaugurato il raccordo di Torre Annunziata, che collegava la stazione di Torre Annunziata Centrale con la stazione di Torre Annunziata Marittima: era un raccordo di grande importanza in quanto smaltiva l'intenso traffico merci che arrivavano via mare nel porto di Torre Annunziata.
Nel 1905 fu approvato un disegno di legge, la legge 22 aprile 1905, n. 137 (chiamata legge Fortis ed entrata in vigore il 1º luglio 1905), che diede inizio al processo di statalizzazione delle ferrovie italiane, che portò sotto il controllo diretto dello Stato anche la stazione di Torre Annunziata Marittima.
Nel 1946 in questa stazione esplose un convoglio ferroviario carico di tritolo, che distrusse totalmente il centro storico della città, evento ricordato come il "disastro di Torre Annunziata".

Verso la fine degli anni ottanta, era cessato del tutto il traffico ferroviario sul raccordo con la stazione a causa dell'avvento del trasporto su gomma dagli anni sessanta in poi. Da allora è in uno stato di totale abbandono ed utilizzato solo per le manovre da e per la stazione di Torre Annunziata Centrale.
Il 9 aprile 2001 vi fu l'affidamento della stazione a Rete Ferroviaria Italiana.

## Struttura e impianti

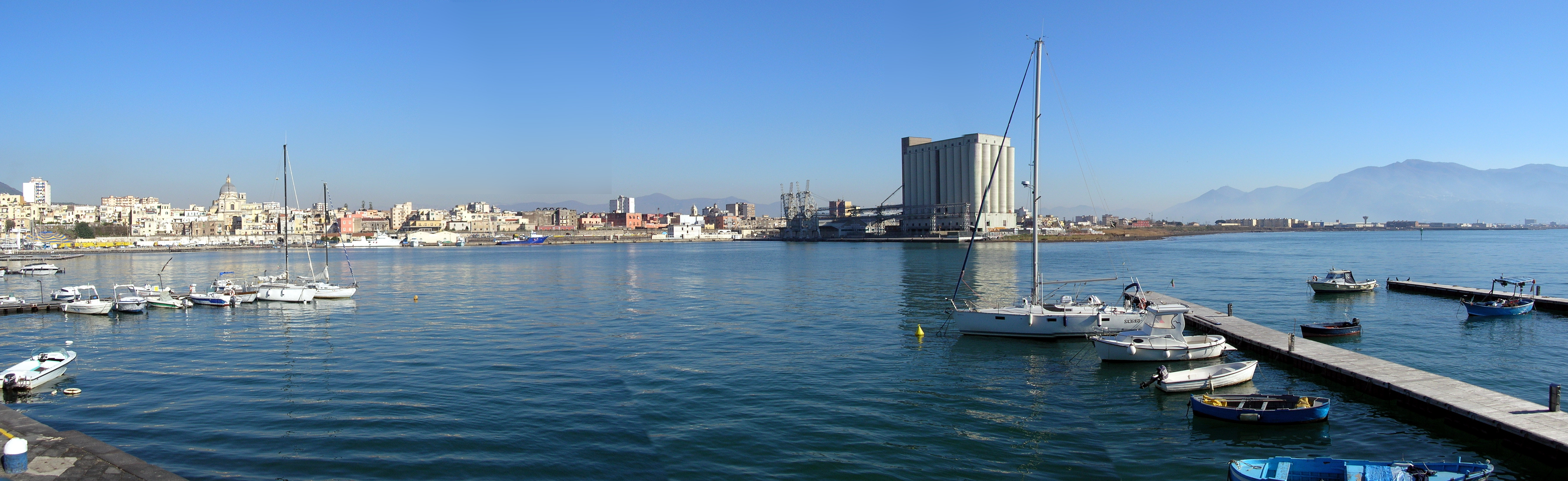
Panorama del porto dal molo di ponente

La stazione è formata da 7 binari, tutti tronchi, serviti da diverse banchine, tutte di diversa altezza per permettere meglio lo scarico e il carico delle merci. Da qui partivano dei binari di raccordo che terminavano direttamente sul porto di Torre Annunziata: anche questo raccordo non è più in funzione ed in parte asfaltato.

## Movimento
Il movimento passeggeri è sempre stato assente perché la stazione non svolge alcun servizio passeggeri.
Il traffico merci invece è stato molto elevato sia a livello di convogli in arrivo e partenza, sia di manovre di carri e di spostamenti verso il porto. Quando la stazione era in funzione, veniva utilizzata soprattutto per l'interscambio fra treno e navi. Con il boom del trasporto su gomma tale funzione è andata via via sparendo, portando la stazione alla chiusura.